# Castelo Velho de Freixo de Numão

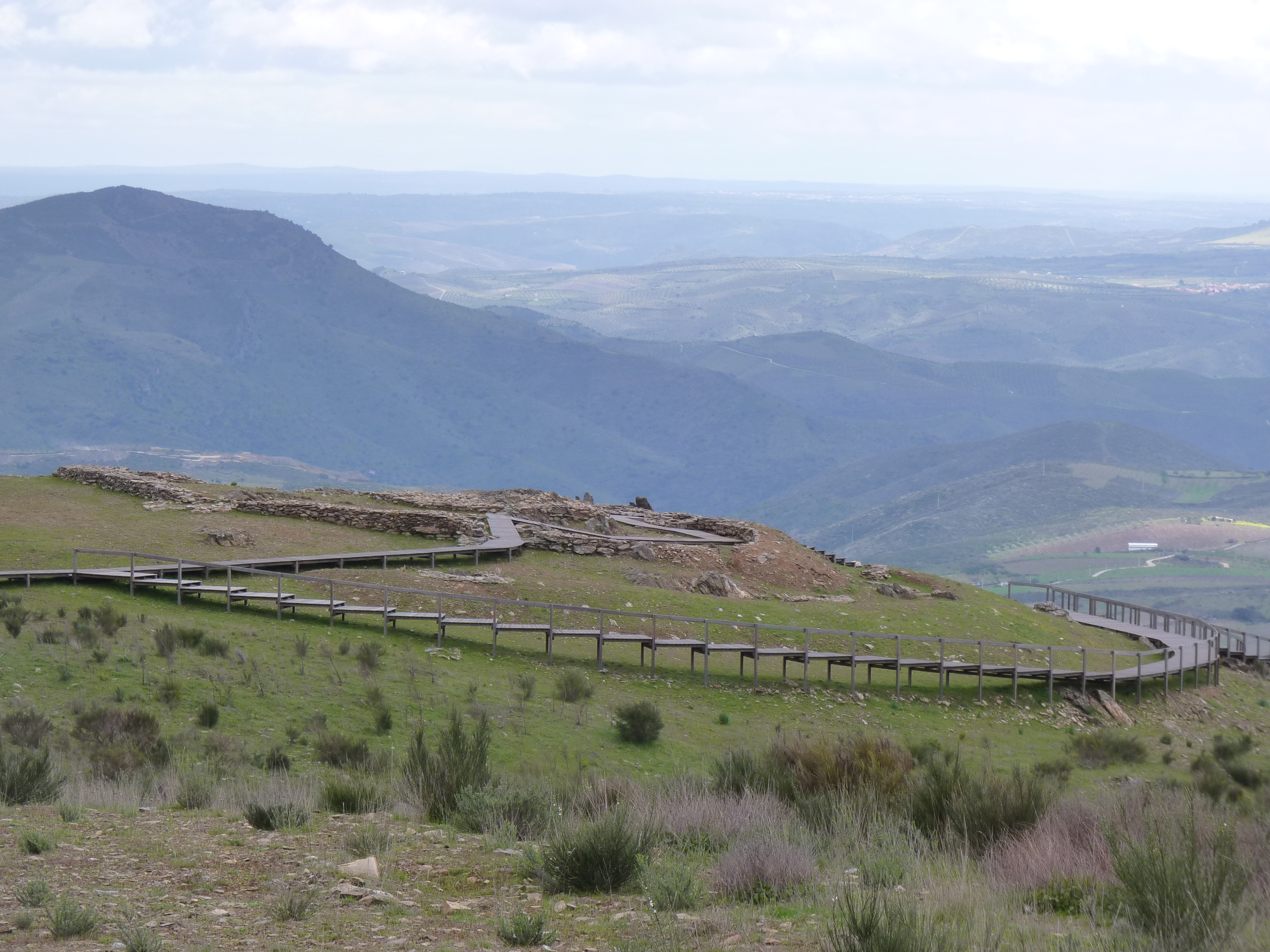
Castelo Velho de Freixo de Numão

Das kupferzeitliche Castelo Velho de Freixo de Numão (Alte Burg von Freixo in Numão) liegt bei Vila Nova de Foz Côa, bzw. Freixo de Numão auf einem Bergsporn über dem „Rio do Vale de Vila“ im Distrikt Guarda in Portugal.
Castelo Velho liegt im von der UNESCO als Weltkulturerbe anerkannten Vale do Côa, in dem sich Felsritzungen, archäologische Monumente und deren Ausgrabungen häufen.
Außer im Nordosten, wo der Bergsporn in einen Höhenzug übergeht, ist der Platz durch Steilhänge geschützt. Die Befestigung besteht aus zwei Mauerringen. Die sichtbaren, weitgehend restaurierten Mauern stammen vom inneren Ring. Zwischen 1989 und 1993 fanden in dem gerade entdeckten Areal fünf Grabungskampagnen statt, anhand derer drei verschiedene Phasen unterschieden werden konnten.

## Die Phasen
- Die älteste Belegung des Platzes zeigte sich an verschiedenen Stellen, innerhalb, unter oder unmittelbar außerhalb der heutigen halbkreisförmigen Mauer durch aschehaltige Sedimente, die kupferzeitliche Funde enthielten.
- Die zweite Phase wird durch den Bau der ältesten, der inneren Mauer definiert, die aus dem lokalen Schiefer in Zweischalentechnik errichtet ist. Die Befestigung bestand aus zwei mehr oder weniger konzentrischen, elliptischen Mauerringen, deren innerer etwa halb ausgegraben wurde, während der äußere nur durch vier etwa 2,5 m breite Sondagen erforscht, aber zeitlich nicht zugeordnet ist. Die innere Mauer ist zwischen 1,2 und 2,5 m breit und stellenweise bis zu einer Höhe von 80 cm erhalten. In dem Halboval wurden drei schmale Tore entdeckt. Bei symmetrischer Weiterführung des Bauplans wären das sechs für die Gesamtanlage. Eine jüngere Bauphase zeigt sich durch drei kurze radiale Mauern. Zwei gehen von der Mauer aus nach außen und eine nach innen. In der Mitte der Nordseite liegt ein einziger bastionsartiger Vorbau. Im Zentrum der Siedlung liegt ein im Grundriss etwa runder massiver Steinbau von neun Metern Durchmesser, der teilweise bis zu einer Höhe 80 cm erhalten ist. Er wird als Basis eines Turms gedeutet. An seiner Nordseite erkennt man den etwa 1,50 m breiten Eingang.
- Die dritte, bronzezeitliche Phase, aus der einige In-situ-Befunde vorliegen, wird primär durch Indizien sichtbar:

- A: Zwei der drei Tore wurden verschlossen, während das dritte verbreitert wird.
- B: An den Zentralturm und an die Innenmauer werden kleine Vorbauten unterschiedlicher Funktion angelehnt.
- C: Fast alle Strukturen mit Ausnahme des Zentralbaus und der Mauern werden sukzessiv aufgegeben. Die Phase endete mit der Aufgabe des Platzes etwa 1300 v. Chr.

## Datierung
Nach den allerdings umstrittenen kalibrierten C14-Daten wurde der Platz während der Kupferzeit in der ersten Hälfte des 3. Jahrtausends v. Chr. erstbesiedelt. Die dritte Phase begann nach den C14-Daten am Übergang vom 3. zum 2. Jahrtausend v. Chr. und reichte bis in die Mitte des 2. Jahrtausends v. Chr. Die Anlage scheint während Phase 2 und 3 ständig bewohnt gewesen zu sein. Die Keramik der letzten Phase lässt Kontakte ins Innere der Iberischen Halbinsel erkennen. Im Castelo Velho wurden Glockenbecher gefunden, die sehr früh datiert werden konnten.

## Bestimmung
Der Zweck des Ortes ist unklar, aber vieles deutet darauf hin, dass Castelo Velho eine Kultstätte war. Diese These der Forscher aus Porto war lange Zeit umstritten, aber sie gewinnt immer mehr an Bedeutung.